# 阿列克谢·库兹米茨基
阿列克谢·阿列克谢耶维奇·库兹米茨基（羅馬化：Aleksey Alekseyevich Kuz'mitskiy；1967年8月5日—）是俄罗斯政治人物，于2007年至2011年间担任第一任堪察加边疆区行政长官。2011年2月25日 ， 俄罗斯总统德米特里·梅德韦杰夫以“应他自己的要求”为由解除了阿列克谢·库兹米茨基行政长官一职。
2011年3月23日，根据俄罗斯联邦总统的推荐，国家杜马决定任命他担任审计院审计员。他担任该职位直至2013年9月。2019年1月起担任总统驻伏尔加联邦区副全权代表。